# Buffaloed
Buffaloed és una pel·lícula de comèdia estatunidenca del 2019 dirigida per Tanya Wexler i escrita per Brian Sacca. És protagonitzada per Zoey Deutch, Judy Greer, Jermaine Fowler, Noah Reid i Jai Courtney. La pel·lícula explica la història d'un condemnat en llibertat condicional que farà qualsevol cosa per escapar de Buffalo. Buscant diners i paralitzada pels deutes, decideix convertir-se ella mateixa en cobradora de deutes. S'ha doblat i subtitulat al català.
La pel·lícula es va estrenar al Festival de Cinema de Tribeca el 27 d'abril de 2019 i es va estrenar en una selecció de cinemes i a la carta el 14 de febrer de 2020 a càrrec de Magnolia Pictures. La pel·lícula va rebre crítiques generalment positives.